# Gouvernement Parent
 (janvier 2025).
La mise en forme du texte ne suit pas les recommandations de Wikipédia : il faut le « wikifier ».
Les points d'amélioration suivants sont les cas les plus fréquents. Le détail des points à revoir est peut-être précisé sur la page de discussion.
- Les titres sont pré-formatés par le logiciel. Ils ne sont ni en capitales, ni en gras.
- Le texte ne doit pas être écrit en capitales (les noms de famille non plus), ni en gras, ni en italique, ni en « petit »…
- Le gras n'est utilisé que pour surligner le titre de l'article dans l'introduction, une seule fois.
- L'italique est rarement utilisé : mots en langue étrangère, titres d'œuvres, noms de bateaux, etc.
- Les citations ne sont pas en italique mais en corps de texte normal. Elles sont entourées par des guillemets français : « et ».
- Les listes à puces sont à éviter, des paragraphes rédigés étant largement préférés. Les tableaux sont à réserver à la présentation de données structurées (résultats, etc.).
- Les appels de note de bas de page (petits chiffres en exposant, introduits par l'outil «  Source ») sont à placer entre la fin de phrase et le point final[comme ça].
- Les liens internes (vers d'autres articles de Wikipédia) sont à choisir avec parcimonie. Créez des liens vers des articles approfondissant le sujet. Les termes génériques sans rapport avec le sujet sont à éviter, ainsi que les répétitions de liens vers un même terme.
- Les liens externes sont à placer uniquement dans une section « Liens externes », à la fin de l'article. Ces liens sont à choisir avec parcimonie suivant les règles définies. Si un lien sert de source à l'article, son insertion dans le texte est à faire par les notes de bas de page.
- La présentation des références doit suivre les conventions bibliographiques. Il est recommandé d'utiliser les modèles {{Ouvrage}}, {{Chapitre}}, {{Article}}, {{Lien web}} et/ou {{Bibliographie}}. Le mode d'édition visuel peut mettre en forme automatiquement les références.
- Insérer une infobox (cadre d'informations à droite) n'est pas obligatoire pour parachever la mise en page.

Pour une aide détaillée, merci de consulter Aide:Wikification.
Si vous pensez que ces points ont été résolus, vous pouvez retirer ce bandeau et améliorer la mise en forme d'un autre article.
| Gouvernement Marchand | Gouvernement Marchand | Gouvernement Marchand | Gouvernement Marchand | Gouvernement Marchand | Gouvernement Marchand | Gouvernement Marchand | Gouvernement Marchand | Gouvernement Marchand | Gouvernement Parent | Gouvernement Parent | Gouvernement Parent | Gouvernement Parent | Gouvernement Parent | Gouvernement Parent | Gouvernement Parent | Gouvernement Parent | Gouvernement Parent | Gouvernement Parent | Gouvernement Parent | Gouvernement Parent | Gouvernement Parent | Gouvernement Parent | Gouvernement Parent | Gouvernement Parent | Gouvernement Parent | Gouvernement Parent | Gouvernement Parent | Gouvernement Parent | Gouvernement Parent | Gouvernement Parent | Gouvernement Parent | Gouvernement Parent | Gouvernement Parent | Gouvernement Parent | Gouvernement Parent | Gouvernement Parent | Gouvernement Parent | Gouvernement Parent | Gouvernement Parent | Gouvernement Parent | Gouvernement Parent | Gouvernement Parent | Gouvernement Parent | Gouvernement Parent | Gouvernement Parent | Gouvernement Parent | Gouvernement Parent | Gouvernement Parent | Gouvernement Parent | Gouvernement Parent | Gouvernement Parent | Gouvernement Parent | Gouvernement Parent | Gouvernement Parent | Gouvernement Parent | Gouvernement Parent | Gouvernement Parent | Gouvernement Parent | Gouvernement Parent | Gouvernement Parent | Gouvernement Parent | Gouvernement Parent | Gouvernement Gouin | Gouvernement Gouin | Gouvernement Gouin | Gouvernement Gouin | Gouvernement Gouin | Gouvernement Gouin | Gouvernement Gouin | Gouvernement Gouin | Gouvernement Gouin |
| 9e législature        | 9e législature        | 9e législature        | 9e législature        | 9e législature        | 9e législature        | 9e législature        | 9e législature        | 9e législature        | 9e législature      | 9e législature      | 10e législature     | 10e législature     | 10e législature     | 10e législature     | 10e législature     | 10e législature     | 10e législature     | 10e législature     | 10e législature     | 10e législature     | 10e législature     | 10e législature     | 10e législature     | 10e législature     | 10e législature     | 10e législature     | 10e législature     | 10e législature     | 10e législature     | 10e législature     | 10e législature     | 10e législature     | 10e législature     | 10e législature     | 10e législature     | 10e législature     | 10e législature     | 10e législature     | 10e législature     | 10e législature     | 10e législature     | 10e législature     | 10e législature     | 10e législature     | 10e législature     | 10e législature     | 10e législature     | 10e législature     | 10e législature     | 10e législature     | 10e législature     | 10e législature     | 10e législature     | 10e législature     | 10e législature     | 10e législature     | 10e législature     | 10e législature     | 11e législature     | 11e législature     | 11e législature     | 11e législature     | 11e législature    | 11e législature    | 11e législature    | 11e législature    | 11e législature    | 11e législature    | 11e législature    | 11e législature    | 11e législature    |
| 1900                  | 1900                  | 1900                  | 1900                  | 1900                  | 1900                  | 1900                  | 1900                  | 1900                  | 1900                | 1900                | 1900                | 1901                | 1901                | 1901                | 1901                | 1901                | 1901                | 1901                | 1901                | 1901                | 1901                | 1901                | 1901                | 1902                | 1902                | 1902                | 1902                | 1902                | 1902                | 1902                | 1902                | 1902                | 1902                | 1902                | 1902                | 1903                | 1903                | 1903                | 1903                | 1903                | 1903                | 1903                | 1903                | 1903                | 1903                | 1903                | 1903                | 1904                | 1904                | 1904                | 1904                | 1904                | 1904                | 1904                | 1904                | 1904                | 1904                | 1904                | 1904                | 1905                | 1905                | 1905                | 1905               | 1905               | 1905               | 1905               | 1905               | 1905               | 1905               | 1905               | 1905               |

Le mandat du gouvernement de Simon-Napoléon Parent, du Parti libéral, devenu premier ministre du Québec à la suite de la mort de son prédécesseur Félix-Gabriel Marchand, s'étendit du 3 octobre 1900 au 23 mars 1905.

## Caractéristiques
Lorsque Félix-Gabriel Marchand meurt, c'est le premier ministre canadien Wilfrid Laurier qui choisit Parent pour lui succéder. Il a besoin de quelqu'un de compétent qui ne soulèvera pas de vagues et Parent paraît être le candidat idéal. En plus d'être premier ministre, il cumule également les postes de maire de Québec, d'administrateur du journal Le Soleil et de la Quebec Light Heat and Power et de président de la Compagnie du pont de Québec.
Parent adopte très vite une politique favorable aux capitalistes. Il accorde chartes et permis aux nouvelles compagnies d'électricité et aux compagnies papetières et vend des concessions forestières, prises sur les Terres de la Couronne, permettant ainsi de présenter en Chambre des surplus budgétaires. De plus, il fait baisser de $1.50 à $0.65 le droit d'exportation sur chaque corde de bois à pâte. Ses adversaires, le Parti conservateur et la Ligue nationaliste de Henri Bourassa, l'accusent d'ailleurs de vendre à rabais le patrimoine québécois aux étrangers. Cela n'empêche pas Parent de remporter deux victoires électorales écrasantes en 1900 et 1904.

## Chronologie
- 25 septembre 1900: mort de Félix-Gabriel Marchand à Québec.
- 3 octobre 1900: assermentation du cabinet Parent devant le lieutenant-gouverneur, Louis-Amable Jetté.
- 14 novembre 1900: Parent profite de la récente vague libérale, aux dernières élections fédérales du 7 novembre, pour déclencher des élections générales fixées au 7 décembre.
- 7 décembre 1900: le Parti conservateur du Québec est écrasé aux élections avec seulement 7 candidats d'élus contre 67 libéraux.
- 14 février-29 mars 1901: première session de la Dixième Législature. Le ministère de la Colonisation est supprimé, Parent voulant mettre l'accent de son gouvernement sur l'industrialisation des régions habitées. Une autre loi accorde à la Montreal Light, Heat and Power la permission de doter Montréal en électricité.
- 13 février-26 mars 1902: deuxième session de la Dixième Législature. Parent continue à attribuer des chartes à différentes compagnies d'électricité ou de pâtes et papier. Les conservateurs tentent en vain de ramener la colonisation sur le tapis mais Parent dit vouloir miser sur l'industrialisation, "créatrice d'emplois".
- 18 décembre 1902: conférence interprovinciale convoquée par Parent à Québec. C'est la seconde, après celle de Mercier en 1887. Les premiers ministres des provinces réclament un rajustement du subside fédéral.
- 26 février-25 avril 1903: troisième session de la Dixième Législature. Alors que l'Ontario, sous l'influence d'Adam Beck, est en train de nationaliser l'électricité (future Ontario Hydro), Parent préfère continuer à octroyer des chartes à des compagnies d'électricité privées. La Montreal Light, Heat and Power et la Shawinigan Water and Power Company sont fondées à cette époque. Le 25 avril 1903, une loi (3 Éd. VII, c. 9) abolit les limites de dépenses électorales.
- 25 juin 1903: Henri Bourassa et Armand Lavergne fondent la Ligue nationaliste, mouvement visant à lutter pour l'autonomie du Canada vis-à-vis la Grande-Bretagne et pour l'autonomie des provinces vis-à-vis du Canada. La Ligue préconise le développement de la colonisation et critique la politique économique du gouvernement Parent.
- 6 octobre 1903: remaniement ministériel à la suite de la mort de Thomas Duffy.
- 22 mars-22 juin 1904: quatrième session de la Dixième Législature. Une commission de la Colonisation remet son rapport recommandant la construction de chemins de fer afin de la stimuler. Le gouvernement n'en tient pas compte mais fait adopter une loi protégeant les colons contre la spéculation des terres.
- 3 novembre 1904: élections fédérales remportées par Wilfrid Laurier.
- 4 novembre 1904: voulant profiter de la conjoncture, Parent déclenche des élections générales pour le 25 novembre. Edmund James Flynn, le chef conservateur, parle de « suppression de la démocratie » et accuse le premier ministre de transformer son gouvernement en une succursale d'Ottawa.
- 25 novembre 1904: le Parti libéral provincial remporte l'une des plus importantes victoires électorales de son histoire. 68 libéraux sont élus contre 6 conservateurs. 68 % de la population a voté pour les libéraux et 25 % pour les conservateurs.
- 3 février 1905: la crise éclate dans le Parti libéral lorsque trois ministres du cabinet, Lomer Gouin, Adélard Turgeon et William Alexander Weir démissionnent. Ils accusent ouvertement le premier ministre de s'enrichir à même le Trésor public ainsi que de corruption. Ils l'accusent aussi de ne pas tenir compte de leur avis et d'agir en autocrate.
- 2 mars 1905: ouverture de la première session de la Onzième Législature.
- 14 mars 1905: un comité d'enquête blanchit Parent de toutes les accusations portées contre lui.
- 21 mars 1905: Simon-Napoléon Parent annonce sa démission. Le lieutenant-gouverneur Louis-Amable Jetté demande à Lomer Gouin de former le prochain gouvernement.

## Composition

### 1900 à 1903
Formation le 3 octobre 1900 :
- Simon-Napoléon Parent : premier ministre, commissaire des Terres, Forêts et Pêcheries
- Henry Thomas Duffy : trésorier provincial
- Adélard Turgeon : secrétaire provincial, commissaire de la Colonisation et des Mines
- Horace Archambeault : procureur général
- François-Gilbert Miville Dechêne : commissaire de l'Agriculture
- Lomer Gouin: commissaire des Travaux publics
- James John Guerin : ministre sans portefeuille
- George Washington Stephens (père) : ministre sans portefeuille (Ne se représentera pas à l'élection du 7 décembre 1900.)

Remaniement le 2 juillet 1901 :
- Simon-Napoléon Parent : premier ministre, ministre des Terres, Mines et Pêcheries
- Lomer Gouin: ministre de la Colonisation et des Travaux publics
- Adélard Turgeon: secrétaire provincial (Les anciennes responsabilités du commissaire de la Colonisation et des Mines sont dévolues au ministre de la Colonisation et des Travaux publics et au ministre des Terres, Mines et Pêcheries.)
- François-Gilbert Miville Dechêne : ministre de l'Agriculture

Remaniement le 30 juin 1902 :
- Adélard Turgeon: ministre de l'Agriculture (Succède à F.-G. Miville Dechêne, décédé le 10 mai 1902.)
- Amédée Robitaille : secrétaire provincial

Nominations le 6 octobre 1903 :
- John Charles J.S. McCorkill : trésorier provincial (Succède à Henry Thomas Duffy, décédé le 3 juillet 1903, et à Simon-Napoléon Parent, qui avait assuré l'intérim depuis le 8 juillet 1903).
- William Alexander Weir : ministre sans portefeuille

### 1903 à 1905
Après le remaniement du 6 octobre 1903
- Simon-Napoléon Parent: premier ministre, ministre des Terres, Mines et Pêcheries
- John Charles McCorkill: trésorier provincial
- Amédée Robitaille: secrétaire provincial
- Horace Archambeault: procureur général
- Adélard Turgeon: ministre de l'Agriculture
- Lomer Gouin: ministre des Travaux publics et de la Colonisation (Démissionne le 3 février 1905.)
- James John Guerin : ministre sans portefeuille (Sera défait lors de l'élection du 25 novembre 1904.)
- William Alexander Weir : ministre sans portefeuille (Démissionne le 3 février 1905.)

Nomination le 2 février 1905 :
- Dominique Monet : ministre sans portefeuille

Nomination le 1er mars 1905 :
- Némèse Garneau : ministre de l'Agriculture (Succède à Adélard Turgeon, qui a démissionné le 3 février 1905.)